# 甲篆镇
甲篆镇，是中华人民共和国广西壮族自治区河池市巴马瑶族自治县下辖的一个乡镇级行政单位。

## 行政区划
甲篆镇下辖以下地区：
百马村、拉高村、甲篆村、那门村、松吉村、平安村、坡月村、民山村、仁乡村、兴仁村和好合村。